# Puchar Konfederacji w futsalu 2009
Puchar Konfederacji 2009 został rozegrany w dniach 6 – 11 października 2009 w Libii. Była to pierwsza edycja tego turnieju.

## Uczestnicy
- Iran – Mistrz Azji 2008
- Libia – Mistrz Afryki 2008
- Gwatemala – Mistrz Ameryki Północnej 2008
- Urugwaj – Mistrz Ameryki Południowej 2008
- Wyspy Salomona – Mistrz Oceanii 2008
- Hiszpania – Mistrz Europy 2007 (wycofała się)

## Sędziowie
- Tawfiq Al-Dawi
- Ahmed Fitouri
- Mohammed Obeid
- Shams al-Din Allmty
- Abd-Alaali Alzeidani
- Angulo Chataao
- Francisco Rivera Llerenas
- Hector Asturado
- Edi Sunjc
- Karel Henych

## Turniej

### Mecze
| Data       | Drużyna        | Wynik      | Drużyna        |
| ---------- | -------------- | ---------- | -------------- |
| 6.10.2009  | Libia          | 6:5 (1:3)  | Wyspy Salomona |
| 7.10.2009  | Iran           | 4:2 (2:2)  | Gwatemala      |
| 7.10.2009  | Wyspy Salomona | 1:11 (0:7) | Urugwaj        |
| 8.10.2009  | Libia          | 3:2 (1:1)  | Gwatemala      |
| 9.10.2009  | Iran           | 4:2 (3:1)  | Urugwaj        |
| 9.10.2009  | Wyspy Salomona | 6:6 (4:2)  | Gwatemala      |
| 10.10.2009 | Wyspy Salomona | 0:6 (0:4)  | Iran           |
| 10.10.2009 | Libia          | 2:3 (2:1)  | Urugwaj        |
| 11.10.2009 | Urugwaj        | 3:4 (1:2)  | Gwatemala      |
| 12.10.2009 | Libia          | 0:1 (0:0)  | Iran           |

### Tabela
| Drużyna        | M | Z | R | P | B+ | B- | B +/- | Pkt. |
| -------------- | - | - | - | - | -- | -- | ----- | ---- |
| Iran           | 4 | 4 | 0 | 0 | 15 | 4  | +11   | 12   |
| Urugwaj        | 4 | 2 | 0 | 2 | 19 | 11 | +8    | 6    |
| Libia          | 4 | 2 | 0 | 2 | 11 | 11 | 0     | 6    |
| Gwatemala      | 4 | 1 | 1 | 2 | 14 | 16 | -2    | 4    |
| Wyspy Salomona | 4 | 0 | 1 | 3 | 12 | 29 | -17   | 1    |

## Nagrody
| Zwycięzca 2009 FIFA Confederations Futsal Cup |
| --------------------------------------------- |
| Iran                                          |

| Fair Play | Złota piłka    | Złoty but     | Złota rękawica     |
| --------- | -------------- | ------------- | ------------------ |
| Libia     | Vahid Shamsaei | Elliot Ragomo | Mohammed Al-Sharif |